# Акулообразни
Акулообразните (Selachimorpha), известни като акули, са надразред хрущялни риби от подклас Пластинчатохрили (Elasmobranchii). Въпреки това, терминът „акула“ също е бил използван и за изчезналите членове на този подклас извън Selachimorpha, като например тези от родовете Cladoselache и Triodus. В рамките на тази по-широка дефиниция, най-ранните доказателства за съществуването на акули са датирани отпреди около 420 млн. години, т.е. преди времето на динозаврите. Съвременните акулообразни включват около 440 вида, вариращи по размери от сантиметри при карибския вид Etmopterus perryi, достигащ максимален размер от 21,2 cm до няколко метра при китовата акула (на латински: Rhincodon typus), достигаща до 12 m. Акулообразните обитават всички морета и могат да се срещнат на дълбочини до 2000 m. По правило не живеят в сладки води. Изключенията от него са много малки като бичата и речните акули, обитаващи както сладки, така и солени води. Акулообразните имат 5 до 7 хрилни отвора. Притежават няколко реда, заменяеми зъби.
Всички видове се отличават с издължено торпедовидно тяло и характерно разположена уста в долната част на главата. Голяма част от видовете, като например голямата бяла акула, тигровата акула и акулите чук са хищници от високо ниво – т.е. на върха на хранителната верига. Изключителните качества и способности на хищници придават на акулообразните мистериозен, но и страховит вид. Въпреки че репутацията на акулите е свързана с поведението на десетките върховни хищници от надразреда, то по-голямата част от видовете са сравнително по-безобидни и водят бентосен начин на живот, други са планктоноядни, а трети мършоядни, без да проявяват висока степен на агресия. Оцеляването на редица видове е заплашено от масирания им промишлен улов, изтребване, замърсяване и увреждане на местообитанията.
Проучване на биолози от Чикагския университет може да преобърне теориите за еволюцията на гръбначните животни. В публикация от юни 2012 г. в Дейли Мейл се твърди, че примитивната планктоноядна акула Acanthodes bronni, живяла преди около 300 млн. години е прародител на всички класове челюстни гръбначни животни. Въпреки все още неясните сведения, днес за акулите са известни факти, свързани с различни еволюционни експерименти сред видовете в надразреда – от циркулярно изглеждащата уста при Helicoprion bessonovi, през гигантските размери при суперхищника мегалодон, до странната форма на главата при днес съществуващите чукоглави акули. Еволюционно появата, начина на растеж и структура на зъбите, формиращи се от дермални образувания, днес се е запазил при всички класове гръбначни животни. Доказателството за това се наблюдава в етапите на ембрионалното развитие на плода при гръбначните.

## Етимология
Думата „акула“, използвана в славянските езици вероятно е с произход от дума, използвана в северния клон на германското езиково семейство. С думата „hákall“ се наричат акулите в архаичния исландски език.
До 16 век акулите сред европейските езици са наричани „морски кучета“. С това име и днес са наричани от някои народи.
Думата, с която днес са наричани в английския език е „shark“. Въпреки честата употреба произходът ѝ е не напълно ясен. Според една от теориите произлиза от думата xok (произнася се като шок, 'shok') използвана в юкатанската форма на езика на маите. Доказателство за тази етимология идват от Оксфордския английски речник, в който името „shark“ е въведено от сър Джон Хокинс. Същото е използвано през 1569 г. от моряците в Лондон, пътували в карибски води и описващи едрите представители на надразреда.
Друг от възможните варианти за навлизането на думата в английския език е от немската дума Schorck. Същата означава „престъпник“, „мошеник“, но в преносен смисъл може да се тълкува и като хищник, който плячкосва другите. Ето защо е възможно думата да се е наложила за да опише хищническото поведение на акулите.

## Разпространение
Акулообразните са разпространени във всички океани и климатични пояси. Болшинството от тях са соленоводни видове и само няколко вида могат да живеят в сладка вода. Пример за това е бичата акула, която може да се открие нагоре по течението на реки като Амазонка и Замбези. Най-често се срещат в екваториални, тропични, умерени и дори полярни води. Акулите добре се приспособяват към средата, в която се намират. По отношение на морската дълбочина основният масив от видове се среща на дълбочина до 2000 m, много малка част до 3000 m, и почти като изключение единични видове се срещат и на по-голяма дълбочина. Най-голямата документирана дълбочина на обитание е тази при португалската акула (на латински: Centroscymnus coelolepis) – 3700 m.
В България и по-точно във водите на Черно море се среща черноморската (кучешка) акула (Squalus acanthias), като видът е разпространен и в Атлантическия и в Тихия океан. Черноморската акула е дънна стадна риба, дълга до 1,5 m и тежаща до 10 – 12 kg. Яде главно дребни риби, по-малко безгръбначни, безопасна за човека, живородна – ражда 16 – 32 малки. Използват се кожата, месото, черният дроб (81% мазнини), като световният годишен улов е 400 000 тона. В България се ловят по около 10 тона. Много рядко в Черно море се среща малката бодлива акула (Squalus blainville), край българските брегове е отбелязан само един екземпляр.

## Еволюция

### Възход
Първите акулообразни риби са се появили преди около 450 млн. години, но най-древните сигурни свидетелства за съществуването на акулите са вкаменелости от зъби на възраст около 400 млн. години. Това са малки зъби, които принадлежали на риби с дължина не повече от 30 cm. Основните сведения за древните акули и теориите за техния произход се базират най-вече на останките от открити зъби. Причината за това се дължи на факта, че хрущялните скелети след смъртта бързо се разлагат и откриването на добре запазен скелет на акула е рядко събитие. Една от най-древните такива находки е прекрасно съхраненият скелет на Cladoselache – риба от девон на възраст около 350 млн. години. През тази епоха огромни територии от днешна Европа и Северна Америка са покрити от топли недълбоки морета, които създават благоприятни условия за развитие на морските организми. Така редом с други древни риби акулите също процъфтяват и се увеличава видовото им многообразие. В тази епоха акулите се конкурират основно с панцерните риби, но в сравнение с тях притежават предимства в строежа на тялото. Тялото на акулите е значително по-опростено и притежава по-добри хидродинамични характеристики.

### Разцвет
В началото на карбон видовото разнообразие на акулите нараства до такава степен, че днес много учени наричат този период „Златната епоха на акулите“. Като допълнение на това, през карбон се появяват и акулови риби с причудливо устройство на тялото. Пример за това е рибата Stethacanthus. Вероятно е достигала на дължина около 3 m, а характерен белег е наличието на шлем от малки зъбчета и необичайно образувание на гърба, което наподобява четка за бръснене. То се е намирало приблизително там, където се намира гръбната перка.
Друг пример са рибите Helicoprion и Ornithoprion, при които са се развили закръглени зъби на долната челюст изглеждащи и вероятно действащи като дискове на циркуляр. Приблизително по същото време възниква и т.нар. „конвейерна“ подмяна на зъбите. Тази особеност е характерен белег при днешните видове акули, които през живота си могат да подменят около 30 хиляди зъба.
След карбон в историята на акулите има още два важни периода, които определят днешното състояние на надразреда. Единият е през еоцен (преди 56 – 35 млн. години), когато се формира основната част от видовете съвременни акули. Вторият е през миоцен (преди 23 – 5 млн. години), когато в океаните се е срещала огромната бяла акула Carcharodon megalodon..

### Голямото оцеляване
Към края на карбон, приблизително преди около 300 млн. години, акулите достигат апогея на видовото си разнообразие. Почти без съществени еволюционни изменения просъществуват така до Голямото измиране между перм и триас. При този глобален катаклизъм, който се случва преди около 245 млн. години в резултат на масовото изригване на вулкани, драстичната промяна на климата и промяна на морското равнище измират около 96% от видовете морски обитатели. В резултат на промяна на хранителните вериги много от видовете акули също изчезват. Въпреки това, някои от видовете оцеляват и така акулите успяват да заемат нови екологични ниши, заемани от други господстващи дотогава видове.

### В сянката на влечуги и бозайници
В следващите периоди – триас, юра и креда, успоредно с развитието на влечугите, акулите придобиват висока скорост и по-съвършени сензорни органи. През този период се появяват и видове с огромни размери. Например акулите от род Cretoxyrhina надхвърлят дължина от 6 m. В геологични пластове от креда се откриват зъби, сходни по устройство на днешната тигрова акула. През този период се появяват и предците на широкоустата акула (Megachasma pelagios) и сивите акули.
С измирането на гигантските влечуги на сушата господстващо положение заемат бозайниците. Някои от тях еволюират към живот във водата. Така се появяват китове, делфини, тюлени, морски крави, които се превръщат в плячка за предците на бялата акула.
Преди около 50 милиона години се появява и акула с огромни размери – Carcharodon megalodon. По устройство на тялото мегалодонът наподобява днешната бяла акула, но е със значително по-големи размери. Най-големият открит зъб от този вид е с дължина повече от 15 cm. Според размерите на зъба и формата на тялото се предполага, че общата му дължина е между 12 и 30 m. Предполага се, че гигантските акули изчезват преди около 30 до 5 млн. години в резултат на климатични промени и намаляване на хранителните ресурси.

## Класификация
Акулообразните риби са класифицирани в инфратип Челюстни гръбначни животни (Gnathostomata), клас Хрущялни риби (Chondrichthyes), подклас Пластинчатохрили (Elasmobranchii). Днес съществуват повече от 440 вида същински акули класифицирани в 8 разреда с общо 30 семейства в тях:
- Рогати акули (Разнозъбообразни акули) (Heterodontiformes). Представителите на разреда се появяват през триас. Представляват предимно дънни акули, водещи нощен начин на живот. Притежават два гръбни плавника с шипове и анален плавник. Разпространени са от приливните зони до шелфовите води. Всички са яйцеснасящи.

- Многохрилообразни акули (Hexanchiformes). Разредът е сред най-древните от днес съществуващите – появява се през перм. Съставен е от две семейства, всяко от които се отличава по форма на тялото – змиорковидно или торпедовидно. Хрилете са с шест или седем хрилни дъги, имат по един гръбен и анален плавник. Разпространени са основно в прохладните дълбоки води на тропиците. Яйцеживородни са.

- Ламнообразни акули (Lamniformes). Появяват се през юра. В разреда преобладават видове с големи размери на тялото. Имат торпедовидна форма на тялото, по пет хрилни дъги, два гръбни и един анален плавник. Разпространени са от приливните океански води до дълбоки води. Яйцеживораждащи са.

- Пилозъби акули (Китови акули) (Carcharhiniformes). Това е разреда с най-голямо видово разнообразие. Появяват се през юра. Разпространени са в топлите тропически морета от приливните зони до дълбоките океански води, почти повсеместно. С изключение на китовата акула всички обитават дъното. На външен вид се различават помежду си, но всички притежават пет хрилни дъги, два гръбни плавника (с изключение на вида Pentanchus profundicolus) и анален плавник. Възможностите за възпроизводство са доста разнообразни, срещат се яйцеснасящи, яйцеживородни и живородни.

- Пилоносообразни акули (Pristiophoriformes) Този разред обхваща само четири вида, появили се през късна юра. Разпространени са единствено в топлите части на Индийския и Тихия океан. На дължина достигат до 1,5 m, като се отличават с доста странен външен вид. Имат пипала, с които претърсват дъното и откриват плячката си – различни морски безгръбначни. Живородни, като женската ражда до 12 малки.

- Килимени акули (Orectolobiformes). Представителите на този разред са най-отличаващите се сред акулите. Появяват се през юра. Отличават се със специфична дълга трионовидна муцуна, снабдена със зъбци. Нямат анален плавник, имат два гръбни и два големи дихателни отвора. Яйцеживородни дънни представители са.

- Бодилестоподобни акули (Катранови акули) (Squaliformes). Появяват се през юра. Представителите на разреда са разпространени във всички части на света, включително и в ширини близо до полярните. Обитават и големи дълбини. Притежават торпедовидна форма, по пет хрилни дъги, два гръбни и един анален плавник. Яйцеживородни са. Представителите на семейство Etmopteridae (около 10 % от всички видове акули) притежават специални органи – фотофори, чрез които могат да се маскират във водата. Това помага на видовете да се скриват от хищниците, както и да изненадват плячката.[20]

- Морски ангели (Squatiniformes). Появяват се през триас. Обитават дъното на шелфовите райони и в приливните зони. Срещат се и на дълбоко в прохладни тропически води. Акулите от този разред се отличават със силно сплеснато тяло, имат по пет хрилни дъги, къса муцуна, големи гръдни и коремни плавници. Липсва анален плавник. На външен вид наподобяват на скатове, но за разлика от тях хрилните дъги се намират в горната част на тялото, а не ниско към дъното, гръдните плавници нямат връзка с главата. Всички видове са яйцеживородни.

- Портджаксънова акула
(Рогати акули)
- Мантиева акула
(Многохрилообразни акули)
- Голяма бяла акула
(Ламнообразни акули)
- Бича акула
(Пилозъби акули)
- Японски пилонос
(Пилоносообразни акули)
- Акула дойка
(Килимени акули)
- Черноморска акула
(Бодилестоподобни акули)
- Морски ангел
(Морски ангели)

### Изчезнали представители
Следващите пет разреда не принадлежат към надразред Акулообразни, но техните представители се наричат също акули.
- Cladoselachiformes са сред най-ранните предшественици на съвременните акули. Характеризират се с удължено тяло, добре развити гръдни перки, гръбните перки са снабдени със силни шипове, а аналната перка отсъства. Тялото им е с дължина до 2 m, тънко и способно да извършва бързи движения. Имат по седем хрилни отвора[21].

- Eugeneodontida притежават уникална „зъбна спирала“ на долната челюст, както и гръдни перки. Палатоквадратът е сраснал с черепа или редуциран. Имат по пет хрилни цепнатини. Възможно е да принадлежат към подклас Holocephali.

- Hybodontiformes са много успешни и съществуват като група в продължение на повече от 200 млн. години. Hybodontiformes доминират акуловата фауна на ранния мезозой и за разлика от съвременните акули са в изобилие в двете местообитания сладководни и морски. Групата навлиза в упадък през втората половина на ерата и най-накрая изчезва в края на креда, в близост до, или като част от едно и също изчезване, унищожило нептичите динозаври.

- Symmoriida са разред от горната част на палеозоя. Тъй като при Symmoriida липсва аналната перка опашката им се разклонява и външно е симетрична. Гръдните перки са разширени и раздвоени. За разлика от Cladoselache имат само една гръбна перка, която е над тазовите ребра и нямат развити шипове.

- Xenacanthida (Xenacanthiformes) се появяват през ранния карбон. Най-значимите членове на групата са представителите на родовете Xenacanthus и Orthacanthus. Някои Xenacanthus е възможно да са достигали дължина до четири метра. Тази група акули са обитавали сладководни басейни. Някои видове са притежавали големи назъбени шипове, простиращи се назад от врата по тялото. Повечето Xenacanthus измират в края на перм в масовото измиране перм-триас и само няколко вида оцеляват до триаския период.

- † Cladoselache
(Cladoselachiformes)
- † Hybodus
(Hybodontiformes)
- † Stethacanthus
(Symmoriida)
- † Triodus
(Xenacanthida)

## Анатомични и морфологични характеристики
Тялото на акулите притежава хидродинамична, торпедовидна форма и е покрито с люспи във вид на кожни зъбци. Рибите от този надразред достигат от 10,5 m, рядко 12 до 14 m. Устата е долна, напречна с 5 до 7 реда остри зъби. Имат 5 до 7 двойки хрилни отвори. Тялото е снабдено с чифтни и нечифтни плавници. Към първата група се отнасят по два гръдни и коремни, а към втората спадат опашния, аналния и нечифтни гръбни плавници. При мъжките акули във вътрешните краища на коремните плавници имат пръчковидно образувание, което изпълнява роля на копулационен орган. Опашната перка е вертикално разположена, двуделна, като горният ѝ дял често е по-голям от долния. Разположени по този начин, перките и опашката им са основа на бързите им маневри за улавяне на плячката. Притежават капсули, наречени „капсулите на Лоренцини“, разположени в предната част на главата, с които усещат слабите електрически импулси, изпращани от жертвата.

### Скелет
Скелетът на акулите е много различен от този на костните риби и сухоземните гръбначни животни. Акулите и другите хрущялни риби (морски лисици и скатове) имат скелети от хрущял и съединителна тъкан. Хрущялът е гъвкав и издръжлив и има около половината от нормалната плътност на костите. Това намалява теглото на скелета и икономисва енергия. Тъй като акулите нямат гръден кош, те могат лесно да бъдат смачкани под собствената си тежест на земята. Скелетът на акулообразните се разделя на следните отдели:
- Осев скелет. Представен е от гръбначен стълб, образуван от множество хрущялни амфицьолни прешлени;
- Череп. Представен е от два отдела – мозъчна кутия и скелет на устно хрилния апарат.;
- Чифтни плавници с поясчета. Гръдни и коремни плавници;
- Нечифтни плавници. Включени са опашен, анален и два нечифтни гръбни.

#### Гръбначен стълб
Прешлените при акулообразните са амфицьолни (притежават вдлъбнатини от предния и задния край). В средата им минава канал, в който се разполага невкостената нотохорда. Тялото на всеки от прешлените има по чифт дорзални и вентрални дъги. Така по дължината на гръбначния стълб се образуват два канала затворени от съответната дъга. В канала, образуван от дорзалните дъги, се разполага гръбначния мозък. Прешлените притежават странични израстъци, които се свързват с ребра. В опашния отдел на гръбначния стълб липсват ребра.

#### Череп
Черепът е разделен на мозъчна и лицева част. Напред мозъчната част е удължена в израстък, който се нарича рострум. Отгоре е покрит само с кожа и е съставен от тилна част с отвор, слухова, зрителна и обонятелна. Подобно устройство на черепа е характерно за низшите гръбначни животни. Среща се и като етап в ембрионалното развитие на висшите гръбначни. Лицевият череп е изграден от челюстна, подезична и хрилна дъга. От устните дъги има два малки хрущяла. Челюстната дъга изпълнява ролята на челюст. Подезичната дъга има горна част наречена хиоидеум, която се свързва с хрилния апарат. Другата му част се нарича копула и представлява хрущялна плочка, която свързва основите на левия и десния хиоидеум.
Челюсти
Челюстите на акулите, като тези на морските лисици и скатовете не са прикрепени към черепа. Повърхността на челюстта (в сравнение с прешлените и хрилните дъги) се нуждае от допълнителна опора, поради изложеността си на тежък физически стрес и нуждата от сила. Тя има слой от малки шестоъгълни плочи, наречени „tesserae“, които са кристални блокове на калциеви соли, подредени като мозайка. Това дава на тези области до голяма степен същата сила като тази в костната тъкан на другите животни.
Обикновено акулите имат само един слой „tesserae“, но челюстите на големите видове, като бича акула, тигрова акула и голяма бяла акула, имат два до три слоя или повече, в зависимост от големината на тялото. Челюстите на голям екземпляр от вида голяма бяла акула може да имат до пет слоя. Хрущялът в устния апарат може да бъде порест и гъвкав, за да поеме силата при удар.
Зъби
Зъбите на акулите са вклинени във венците, а не директно прикрепени към челюстта, като се заменят постоянно през целия им живот. Няколко реда от резервни зъби растат в една бразда от вътрешната страна на челюстта и постоянно се движат назад като транспортна лента. Някои акули губят 30 000 или повече зъби през живота си. Скоростта на замяна на зъб варира от веднъж на всеки 8 до 10 дни до един път на няколко месеца. При повечето видове, зъбите се заменят по различно време, за разлика от едновременна подмяна на цял ред, който се наблюдава при Isistius brasiliensis.
Формата на зъба зависи от диетата на акулата: тези, които се хранят с мекотели и ракообразни имат плътно разположени и плоски зъби, използвани за смилане; тези на рибна диета имат игловидни зъби за захващане; а тези, които ядат по-голяма плячка, като бозайници, имат насочени назад долни зъби за захващане и триъгълни горни зъби с назъбени ръбове за рязане. Зъбите на планктоноядните акули, като гигантската акула, са малки и нефункциониращи.

#### Плавници
Перките са продълговати и подкрепени с меки и несегментирани лъчи, наречени кератотрихия – нишки от еластичен протеин, наподобяващ на роговия кератин в косми и пера.
Чифтните плавници имат хрущялна основа от предно и задно поясче, съответно за гръдните и коремните плавници. Предното поясче се състои от ляв и десен дъговиден дял. Всеки от тях се състои от гръбна и коремна част. Между тях се намира съчленителна ямка за чифтните крайници. Задното поясче е нечифтна хрущялна дъга, за която са съчленени коремните плавници.
Повечето акули имат осем перки. Акулите могат да се отдалечат много плавно от предмети директно пред тях, защото перките им не позволяват да се движат назад.

#### Опашка
Опашката придава тяга, като скоростта и ускорението са в зависимост от формата на опашката. Опашната перка се различава значително по форми между различните видове акули, поради различията в развитието им в различни среди. Акулите притежават хетероцеркна опашна перка, в която гръбната част обикновено е забележимо по-голяма от вентралната част. Това е така, защото гръбначният стълб на акулата се простира в гръбната част, осигурявайки по-голяма площ за залавяне на мускулите. Това позволява по-ефективно придвижване сред тези хрущялни риби. От друга страна, повечето костни риби притежават хомоцеркна опашна перка.
Тигровите акули имат голям горен лоб на опашката, който дава възможност да се носят бавно и внезапно да ускоряват. Тигровата акула, трябва да може да се обръща и да се превърта във водата лесно, когато е на лов за разнообразната си храна. От друга страна селдовата акула, която ловува пасажни риби като скумрия и херинга, има голям долен лоб, който помага да преследва бързоплуващата плячка. Други адаптации на опашката имат даже по-пряко отношение към улова на плячка, като например използването от акула вършач на мощния, продълговат горен лоб за да зашемети риби и калмари.

### Кожа и кожни образувания
Акулообразните имат плакоидни люспи, които са най-старите във филогенетично отношение. Люспичките представляват ромбични пластинки, които завършват с шип излизащ над епидермиса. По строеж люспата е близка до зъбите и поради тази причина често се наричат кожни зъбчета. Имат широка основа, сплесната форма и релефна коронка. В повечето случаи коронките са много остри и плътно прилягат една към друга. Така ако се прекара ръката от главата към опашката ще се забележи относителната гладкост на кожата. В обратната посока обаче чувството е като че ли ръката докосва шкурка. Така се постига по-голяма обтекаемост, поради факта, че кожните зъбчета намаляват турбуленцията при плуване.
Всяка люспа е изградена от дентин, който се образува от клетките на дермата. По химичен състав той е близък до дентина на костите, но е значително по-плътен. Дентиновият слой на зъбчетата се състои от минерала апатит облечен в колаген. Благодарение на сравнителната твърдост и устойчивост акулите притежават добра защитна обвивка спрямо други едри животни, включително други акули и дребни паразити. Якостта на кожните зъбчета се дължи и на покритие от особен емайл, наречен витродентин. В основата на всяка от плакоидните люспи достигат кръвоносни съдове и нервни окончания. Формата, структурата и размерите на кожните зъбчета се различават при различните видове акули. Според изчисления на учени кожата при най-бързите видове акули намалява съпротивлението на водата до 8%. Благодарение на това например акулата мако развива скорост до 80 km/h. Заедно с това хидродинамичните свойства на зъбчетата позволяват на акулите да се движат безшумно. За разлика от костните риби например движението при преследване на плячката остава практически нечуто почти до нападението. И не на последно място при акулите кожните зъбчета навлизат към челюстите като така се видоизменят в зъб. Този процес е непрекъснат и осигурява подмяна на старите и изхабени зъби. Новонавлезлите люспи избутват старите навътре в челюстта.
За разлика от костните риби, акулите имат сложен кожен „корсет“, изграден от гъвкави колагенови влакна подредени като спирална мрежа около тялото им. Това наподобява външен скелет, служещ за закрепване на техните плувни мускули като по този начин спестява енергия.
В епидермиса на кожата има множество едноклетъчни жлези, отделящи слизест секрет върху цялото тяло. Най-близкият до дермата епидермален слой има пигментни клетки, от чието разположение зависи окраската на тялото.

### Мускулатура и телесни кухини
Подобно на всички гръбначни мускулатурата при акулообразните се дели на 3 групи:
- Сърдечна, която се съкращава непрекъснато и осигурява движението на кръвта.
- Висцерална. Съкращава се неволево и осигурява функционирането на вътрешните органи и кръвоносните съдове.
- Соматична. Позволява движението на тялото в пространството. На свой ред тя бива:
  - Червена мускулатура.
  - Бяла мускулатура.

Мускулатурата в областта на тялото и опашката е от сегментиран характер като това позволява плуването на животните. Във функционално отношение мускулатурата в областта на плавниците, хрилната област и структурите на главата е представена от специализирани мускулни групи. Състои се от отделни мускулни сегменти, наречени миомери, които се отделят един от друг посредством съединителнотъканни прегради, наречени миосепти. Мускулатурата има относителна автономност, която позволява да се съкращава дори и при нарушена връзка с централната нервна система.
Химическият състав на мускулатурата е доста различен от този на костните риби. Така например нивото на карбамид достига 2,8%, около 100 пъти по-високо.
Телесната кухина се нарича целом. В нея са поместени вътрешните органи. Цялата е обвита от гладка блестяща мембрана, наречена перитонеум. Вътрешните органи се поддържат от тънък мезентериум, образуван от средната част на дорзалната страна на целома. Сърцето се намира в кухина, която е отделена от целома посредством напречна преграда.

## Дихателна система
Подобно на останалите риби, акулите получават необходимото количество кислород от водата посредством органи наречени хриле. По разположение те биват вътрешни. Водата преминава през устата към глътката и от там преминава през отвор, наречен спиракулум към хрилете и излиза навън през хрилни цепнатини. За устройството на хрилете е характерно, че имат от пет до десет хрущялни пластинки. Хрилете са разположени пред гръдните плавници.

## Кръвоносна система
Сърцето има два отдела – предсърдие и камера, обвито с перикард. Разполага се в гръдната част на тялото, близо до главата. При акулите има само един кръг на кръвообращение, а в сърцето постъпва само венозна кръв. Камерата представлява разширение с две полулунни клапи. От нея излиза коремната аорта, която се разклонява в хрилете. Тук кръвта се окислява и през изходящите хрилни артерии се събира в гръбната аорта. Последната дава разклонения за всички части на тялото. Във венозната система се появяват съдове за бъбреците и черния дроб, които образуват „вратна система“. От опашната вена излизат два клона наречени бъбречни вратни вени. След като премине през бъбреците кръвта преминава към задните кардиални вени. Чернодробната вратна вена събира кръвта от храносмилателната система. След като премине през черния дроб се превръща в чернодробна вена, преминава през венозен синус и оттам към предсърдието.
Количеството на кръвта представлява около 3,7 – 6,8% от общата маса. Кръвното налягане, създавано от сърцето е недостатъчно за поддържане на нормалния кръвен ток в организма и снабдяването с кислород на всички тъкани. Поради тази причина мускулатурата на акулата се съкращава така, че да поддържа допълнително кръвния ток.

### Кръв и имунитет
В състава на кръвта на акулите най-голям дял има плазмата (55%), разтворени белтъци, глюкоза, минерали, хормони, газове и кръвни клетки (еритроцити, левкоцити и тромбоцити). Червените кръвни клетки съдържат хемоглобин, който служи за пренасянето на кислород до тъканите. Белите кръвни клетки са отговорни за имунната функция на организма. Тромбоцитите играят роля в съсирването на кръвта и подкрепят функцията на имунната система. Съставят около 20% от кръвните клетки на акулите.
Имунитетът на акулите бива два вида:
- Естествен (вроден) имунитет. Той осигурява първата защитна линия срещу нахлуващите патогени. Често е наричан и неспецифичен поради факта, че не е нужно организмът преди това да се е сблъсквал с този патоген.
- Специфични (адаптивен) имунитет. При тази форма на имунитет се създава т.нар. „имунна памет“. Тя се генерира след първоначалната среща с инфекциозен патоген. При повторна среща с него организмът на акулите е способен да го обезвреди много по-бързо и ефективно[37].

## Физиологични особености

### Храносмилане
Храносмилането при акулите може да отнеме дълго време. Храната преминава от устата през глътката към J-образен стомах, където се съхранява и се подлага на първоначално храносмилане. Нежеланите елементи никога не преминават през стомаха, а вместо това акулата ги повръща или обръща стомаха си навън и ги изхвърля през устата.
Една от най-големите разлики между храносмилателните системи на акули и бозайници е, че акулите имат много по-къси тънки черва и силно развито дебело черво. Този малка дължина се постига чрез спирален клапан с множество завои в рамките на един кратък участък, вместо да се използва дълго тръбно черво. Клапанът осигурява голяма площ, където храна да циркулира, докато се усвои напълно. Дебелото черво продължава в право черво. Останалите отпадъчни продукти преминават в клоаката и се изхвърлят.
Задстомашната жлеза се отваря в тънкото черво. Черният дроб също е представен с жлъчен мехур и канал. Еволюционно акулообразните са тези, при които за пръв път се появява далак. Макар че е орган от кръвоносната система, то той е разположен като компактен орган в стените на червото.

### Терморегулация
По-голямата част от акулите са студенокръвни животни. Телесната температура съответства на температурата в околната среда. Изключение от това правят някои акули (осем вида) обитаващи северни морета и океани. Тези видове са частично топлокръвни като температурата на тялото им е с 8 – 11 °C по-висока от водата, в която плуват. Причината за това е, че в мускулатурата се образуват множество венозни сплитове пълни с кръв. Тук под действието на мускулната дейност се отделя топлина, която се предава на кръвта. Така затоплената кръв преминава към всички останали части на тялото и осигурява бързина и ефективност при движение.

### Отделителна система и осморегулация
Бъбреците са два от типа мезонефрос. От всеки бъбрек урината се събира в тръбички и се отвежда към пикочопровода. Двата пикочопровода преминават през пикочно-полова папила, пикочно-полов синус и накрая достигат до клоаката. Към червото и бъбреците има ректална солна жлеза, която отделя соли от кръвта.
За разлика от костните риби (с изключение на латимерията), кръвта и други тъкани на акули и хрущялните риби като цяло са изотонични по отношение на заобикалящата ги морска вода. Това се дължи на високата концентрация на урея и триметиламин N-оксид (TMAO), което им позволява да бъдат в осмотичен баланс с морска вода. Тази адаптация не позволява на повечето акули да оцелеят в сладки води и следователно те са ограничени до морската среда. Съществуват няколко изключения, като бичата акула, която е разработила начин да промени функция на бъбреците си и да отделя големи количества урея. Когато акулата умре, уреята се разгражда до амоняк от бактерии, което кара мъртвото тяло силно да мирише на амоняк.

### Нервна система и сетива
Нервната система е добре развита. Предният мозък е с доста големи полукълба, а обонятелните му дялове са много добре развити. Междинният мозък е също уголемен с развита епифиза, а зрителните му хълмове са добре изразени. Хипофизата е също развита, а пред нея се намират зрителните нерви, които се кръстосват. Малкият и средният мозък координират движенията, тонуса и равновесието. Гръбначният мозък проявява известна автономност спрямо главния.

#### Обоняние
Обонянието при акулите е сред най-добре развитите части на сензорната система. Различни експерименти провеждани с акули доказват силната им чувствителност към миризми. Органите осигуряващи обонянието са представени от ноздри, които представляват неголеми торбички на муцуната. В тях влиза вода която облива стените на торбичките, които са богати на обонятелни рецептори.
Обонянието служи за ефективно търсене на плячка при хранене и на партньор при размножаване. Подобно на метода, използван от бозайниците, за да се определи посоката на звука, акулите имат способността да определят посоката на даден аромат, въз основа на времето на откриването на миризмата във всяка ноздра. Като доказателство за доброто развитие на обонянието служи и факта, че при бялата акула 14% от мозъка служи за обслужването на това осезание.
Добре развито е и обонянието при чукоглавите акули, при които се наблюдава особена форма на главата в резултат на развитието на своеобразни ноздри. Те осигуряват добро ориентиране при търсене на храна. Изследванията сочат, че акулите реагират по-добре при търсене на ранена или разтревожена жертва. Други учени изказват предположение, че акулите са способни да улавят миризмите носени във въздуха така добре, както и във водата. Бялата акула например е наблюдавана да подава муцуната си над повърхността на водата и така да подушва и въздуха. Акулите могат да улавят миризмата на кръв разтворена във вода в минимални количества – 1:1 000 000. Това се равнява приблизително на разтворена чаена лъжичка кръв във вода в басейн със средни размери.

#### Зрение
Строежът на очите при акулите е сходен с този при останалите гръбначни животни. Известни са и някои особености. Очите притежават особен отразяващ слой, наречен тапетум. Той се намира под ретината. Тапетумът насочва допълнително светлината към ретината като така осигурява острота на зрението и чувствителност на окото към светлина. Това съществено повишава възможността на акулите да виждат в недобре осветени водни пространства. Очите са без клепачи, но при някои от видовете се среща и специфична мигателна ципа, която покрива окото по време на атаки и така го предпазва от механично увреждане. Акулите, които не притежават мигателна ципа са изградили защитен рефлекс да прибират окото навътре под кожата.
Зрението на акулата може да преминава между моно- и стереоскопично по всяко време. При микроспектрофотометрично проучване на 17 вида акули, при 10 са установени фоторецептори пръчици, без колбички в техните ретини. Това им дава добро нощно виждане, докато ги прави „далтонисти“ (неразличаващи цветове). Останалите седем вида, в допълнение към пръчиците имат и фотоклетки-колбички чувствителни към зелено. Виждайки само в нюанси на сиво и зелено се смята, че акулите имат цветна слепота. Проучването показва, че вместо цвят, контрастът на даден обект върху фона, може да бъде много по-важен за откриването на обекта. Остротата на зрението при някои видове акули е около 10 пъти по-добра от тази на човека.

#### Странична линия
По страничната част на тялото преминава каналът на страничната линия. Той се свързва с външната среда посредством малки пори. По стените на канала има чувствителни клетки, наречени невромастни, а самият канал е изпълнен с желеподобна течност. Сетивността на органа се дължи на принципа на ехолокацията. Вибрацията на водата се предава към желеподобната течност, от там към сетивните клетки, които изпращат сигнали към мозъка. Това позволява на акулата да се ориентира към движение на телата около нея. Това помага на акулата да открива плячка и да се движи около други обекти през нощта или когато видимостта на водата е лоша. Страничната линия при акулата може да улавя честоти в диапазон от 25 до 50 Hz.

#### Слух
Въпреки че е трудно да се тества слуха на акулите, те могат да имат остър слух и е възможно да чуват жертвата си на много километри от себе си. Акулите възприемат най-вече нискочестотни звуци 100 – 2500 Hz. Повечето акули са в състояние да чуват инфразвук с честота под 20 Hz.
Слуховият орган е затворен в хрущялна капсула, която е разположена в задната част на мозъчния череп. Съставен е от утрикулус, сакулус и три полуокръжни канала.
Малък отвор от всяка страна на главата си (не стигмите) води директно към вътрешното ухо чрез тънък канал. Страничната линия показва сходно устройство, като е отворена за околната среда чрез серия от отвори, наречени пори на страничната линия. Това подсказва общия произход на тези два органа за откриване на вибрации – тактилни и звукови. В костните риби и четирикраките външното отваряне към вътрешното ухо е загубено.

#### Електро- и магниторецепция
Акулите имат по-голяма електрочувствителност от всяко друго животно. Те могат да намерят плячката си скрита в пясъка, като засичат нейните електрически полета. Океанските течения, движещи се в магнитното поле на Земята, също така генерират електрически полета, които акулите могат да използват за ориентация и вероятно навигация.
Шестото чувство на акулите към електромагнитните полета на живите същества, както и към температурните различия на водата, се дължи на специални сетивни органи – т. нар. ампули на Лоренцини. Това са стотици, при някои видове хиляди, електрорецептори, които формират мрежа от пори, запълнени с жлезиста материя.

### Плаваемост
За разлика от костните риби акулите нямат изпълнени с въздух плавателни мехури. Вместо това, разчитат на големия си черен дроб, богат на мазнини, който съдържа сквален и собствения си хрущялен скелет, който има около половината от нормалната плътност на костите. Черният дроб представлява до 30% от общата маса на тяло им. Ефективността му обаче е ограничена, така че на акулите се налага да използват други способи, за да поддържат желаната дълбочина, когато не плуват. Пясъчната тигрова акула например задържа въздух в стомаха си като при това го използва като плавателен мехур. Повечето акули трябва постоянно да плуват за да се снабдяват с кислород и не могат да спят много дълго (даже изобщо), без да потънат. Въпреки това някои видове, като акулата дойка, са в състояние да изпомпват вода през хрилете си, което им позволява да си почиват на дъното на водния басейн.
Повечето акули ако бъдат обърнати или ударени по носа изпадат в състояние на тонично вцепенение. Изследователите използват това им състояние да работят безопасно с тях.

## Продължителност на живота
Всеки от видовете има различна продължителност на живота и е трудно да се определи с точност. Като правило акулите растат сравнително бавно като в общи линии може да се посочи, че по-голямата част от тях живеят около 20 – 30 години. Рекордьор в това отношение е черноморската акула, живееща повече от 100 години . Известно е, че и китовите акули са сравнително дълголетни риби .

## Размножаване
Акулообразните са разделнополови животни. Половите жлези са чифтни и са разположени в мезентериума от двете страни на хранопровода. Мъжките имат по два семенника и надсеменника, които се отвеждат в семенни каналчета. Преди да достигнат до клоаката, вливат се в пикочопровода (т.нар. Волфов канал). В задния си край пикочопроводът е разширен в семенно мехурче наречено пикочно-полов синус. Женската полова система е представена от два големи яйчника, които при някои видове са слети в един. Следват два яйцепровода (т.нар. Мюлерови канали). В единия си край са отворени към телесната празнина, а с другия посредством общ отвор към клоаката. Яйцата преминават в яйцепроводите и тук се оплождат. Около тях се образува белтъчна обвивка с кожеста черупка.
За акулите е характерно вътрешно оплождане, примитивна матка и сравнително добра плацентарна връзка. При голяма част от видовете потомството се развива в матката и се появява на бял свят добре приспособено за самостоятелен живот. Новородените акули са с добре развит опорно-двигателен апарат, храносмилателна система и сензорни органи. Тези особености позволяват на малките да се хранят самостоятелно и да нарастват бързо. Различните видове акули раждат различен брой малки – от 2 – 3 до 100. Така например бялата акула ражда 3 – 14 малки.
За разлика от повечето костни риби, които за оцеляване на потомството залагат на отделяне на огромно количество хайверени зърна, принципът на продължение на рода при акулите е насочен по-скоро към качеството на новото поколение, отколкото на количеството му. Някои от видовете дори се грижат за своето поколение непосредствено след раждането. Така майката осигурява висока степен на оцеляемост на малките, което компенсира ниската степен на раждаемост.
Копулативният орган при мъжките представлява двойка птеригоподи. Всеки от тях е видоизменена задна част на коремните плавници. При копулация един от птеригоподите се извръща напред и прониква в клоаката на самката.

### Видове репродукция
Според начина на развитие на зародиша акулите се разделят на яйценосни, яйцеживородни и живородни.

#### Яйцеснасяне
След като яйцето е оплодено то се покрива от белтъчна обвивка, а повърхността му е покрита от рогова обвивка снабдена допълнително с израстъци и снопчета, които осигуряват допълнителна защита на яйцето от хищници и го предпазва от обезводняване. Яйцата са големи и съдържат много жълтък. Видовете, които снасят отделят също малък брой яйца. Обикновено снасят по 1 – 2 до 10 – 12 броя, като само гренландската акула снася 500 броя с дължина около 8 cm.

#### Яйцеживораждане
При яйцеживораждащите оплоденото яйце се задържа в матката. Там малките се излюпват и за известно време остават в майката, изхранвайки се от жълтъчното си мехурче и секрети отделени от яйцепровода. Малките се раждат (напускат тялото на майката) напълно развити. При селдовите акули след излюпването малките черпят хранителни запаси от жълтъчното мехурче. След като и те намалеят започват да се хранят с неоплодените яйца, намиращи се в матката. Това явление се нарича оофагия. Малките на пясъчната тигрова акула проявяват вътрематочен канибализъм, изяждайки други развиващи се ембриони. Стратегията за оцеляване при яйцеживородните видове е младите да са със сравнително големи размери преди раждането. Китова акула се определя по-скоро като яйцеживородна отколкото яйценосна, защото се смята, че извънматочните яйца са абортирани. Повечето яйцеживородни акули раждат в защитени зони, като заливи, устията на реки и плитки рифове. Те избират такива зони за защита от хищници (предимно други акули) и заради изобилието на храна.

#### Живораждане
При живородните видове жълтъчното мехурче се прилепва към стената на матката като образува специфична плацента. Кислородът и хранителните вещества се доставят по кръвен път посредством осмоза и дифузия. При акулите от семейство Triakidae се развиват около 20 плода, а при тези от семейство Акули чук до 30 – 40 броя. Срокът на носенето на плодовете е различен и продължава от няколко месеца до две години. Така това е една от най-продължителните бременности сред гръбначните животни.
Вътрешното оплождане, големите яйца със значителни хранителни запаси в тях, добрата защитна обвивка на яйцето и възможностите за яйцеживораждане и живораждане рязко снижават нивото на ембрионална и постембрионална смъртност.
Известни са и отделни случаи на партеногенетично развитие, при което женските произвеждат потомство без оплождане от мъжки. Партеногенезата се проявява при акули отглеждани в плен. Вероятно това е крайна мярка при репродукцията на рибите, когато отсъства мъжки.

## Поведение
В класическата представа на човек акулата е самотен ловец, кръстосващ океаните в търсене на храна. Все пак, това се отнася само до няколко вида. Повечето от тях живеят далеч по-заседнал, бентосен живот. Дори самотните акули се срещат за да се чифтосват или в най-богатите ловни полета, което може да им коства прекосяването на хиляди километри в рамките на една година.
Моделите на миграция на акулите могат да бъдат дори по-сложни, отколкото при птиците, като много акули покриват целия световен океан.
Акулите могат да бъдат много социални. Понякога повече от 100 акули чук се събират около възвишения и острови, например в залива на Калифорния. Съществуват и междувидови йерархии. Например, океанските дългокрили акули доминират сравнимите по размер копринени акули по време на хранене.
Когато бъдат приближени прекалено близо някои акули извършват заплашителни движения. Това обикновено се състои в прекомерна двигателност и може да варира по интензивност, в съответствие с нивото на заплаха.

### Скорост
Повечето акули плуват със средна скорост от 8 km/h, но при хранене или атака, достигат скорост над 19 km/h. Акулата мако, която се слави като най-бързата акула, може да се спуска със скорост до 50 km/h. Голямата бяла акула също е способна на бързо ускорение. Тези изключения могат да се дължат на специфичната физиологията на тези видове акули, които благодарение на специфичната си анатомия са станали топлокръвни.

### Интелигентност
Акулите притежават съотношения мозък-телесна маса, които са подобни на тези, при бозайници и птици, и показват забележителни любопитство и поведение, наподобяващо игра в дивата природа.

### Спане
Някои акули могат да лежат на дъното, като в същото време активно изпомпват вода през хрилете си. При това очите им остават отворени и активно следват движещи си предмети. Когато акула почива, тя не използва своите ноздри, а по-скоро стигмите си. Ако въпреки това се опитва да използва ноздрите си, докато почива на океанското дъно, тя ще „вдишва“ пясък вместо вода. Много учени вярват, че това е една от причините, акулите да имат стигми. Гръбначният мозък на бодливата акула, а не главният мозък, координира плуването, като това позволява на бодливата акула да продължи да плува, докато спи. Възможно е и акулите да спят по начин подобен на този на делфините – в даден момент „спи“ само едното мозъчно полукълбо и така се поддържа известно съзнание и мозъчна активност по всяко време.

### Маскировка
Тъй като в океана акулите няма къде да се скрият, някои видове са се научили да се маскират и да стават невидими както за плячката си, така и за своите нападатели. Учените установили, че представителите на семейство Etmopteridae, което включва повече от 40 различни видове акули, или около 10 % от всички известни видове в света, могат да излъчват светлина. Тази биолуминесценция се излъчва от долната част на тялото с помощта на специални органи, наречени фотофори. Тя прониква много добре през водата, което я прави ясно видима, дори на разстояние от няколко метра. Тъй като очите на повечето от хищниците са насочени нагоре, това е често срещан вид маскировка в зоната между 200 и 1000 m под морската повърхност. Акулите могат да поддържат светлинния сигнал близо час, като спектърът му е почти същият с този на слънчевите лъчи, които проникват до тези дълбини, и се променя в зависимост от осветлението над водата.
Според учените акулите използват светлината и за да привлекат партньор по време на размножителния период.

## Хранене
Повечето акули са месоядни. Гигантската акула, китовата акула, както и широкоуста акула са развили независимо различни стратегии за хранене, чрез филтриране на планктон. Гигантските акули например практикуват плуване с отворена уста като поглъщат всичко по пътя си. Китовата акула използва засмукване и така поглъща планктон и малки риби. Широкоустата акула също всмуква планктон при хранене, но го прави по-ефективно с помощта на луминесцираща тъкан във вътрешността на устата си, която привлича плячка в океанските дълбини. Този тип на хранене изисква хрилни гребла, тънки нишки, които образуват много ефикасно сито – аналогично на балените на баленовите китове. Акулата улавя планктона в тези нишки и го поглъща от време на време в огромни хапки. Зъбите при тези видове са сравнително малки, защото не са необходими за хранене.
Други високо специализирани в храненето акули включва акулите пура, които се хранят с месо, откъснато от други по-големи риби и морски бозайници. Зъбите им са огромни в сравнение с размера на животното. Долните са особено остри. Въпреки че никога не са наблюдавани как се хранят, се смята, че се „залепят“ за плячката си. При това включват в действие дебелите си устни, за да уплътнят захапката, след което извиват и разтърсват телата си, за да откъснат плът от плячката.
Някои живеещи на морското дъно видове са високо ефективни хищници от засада. Акулите ангели и килимените акули, използват камуфлаж, за да причакват и засмучат плячката в устата си. Много бентосни акули се хранят единствено с ракообразни, които смазват със своите плоски (кътни) зъби.
Други акули се хранят с калмари или риба, които поглъщат цели. Акулата-усойница Trigonognathus kabeyai има насочени навън зъби, пригодени за по-лесно улавяне на плячката, която след това се поглъща цяла. По-едрите акули, като голямата бяла акула, могат да поглъщат по-дребната плячка наведнъж или да откъсват огромни хапки от по-големите жертви. Акулата лисица използва дългата си опашка, за да зашеметява пасажни риби, а акулите трион изкопават плячката си от морското дъно или я удрят, докато плува, с покрития си със зъби рострум.
Много акули, включително рифовата акула си сътрудничат и ловуват в групи за да хванат трудно уловима плячка. Тези социални акули често мигрират, плувайки на големи разстояния през океанските басейни в големи пасажи. Тези миграции може отчасти да са необходими с цел намирането на нови източници на храна.

## Взаимоотношения с хората

### Нападения над хора
Обратно на всеобщото мнение, че акулите са кръвожадни чудовища и често нападат хора, за да се хранят с тях, истината е, че те не харесват човешкото месо. Нападат най-често сърфисти, чиито вибрации, образуващи се във водата, объркват акулите и ги карат да мислят, че това са морски костенурки или тюлени.
Образът на кръвожадни убийци е изграден благодарение на много литературни произведения и филми, където са описвани сцени на нападения на хора от акули. Днес обаче много от експертите смятат, че акулите не представляват такава голяма заплаха за живота на хората и образът им на безмилостни убийци е силно преувеличен. От повече от 360 вида, само 4 са причинили сериозни вреди на хората. Това са голямата бяла, дългокрилата, тигровата и бичата акула . Тези видове са големи, силни и мощни хищници, които макар и рядко нападат и убиват хора. Въпреки това те често са снимани без използването на защитна клетка.
През 2006 г. са направени изследвания на регистрираните 96 атаки от акули, като е потвърдено, че 62 от тях са непровокирани и 16 са провокирани. Средният брой смъртни случаи на година в периода 2001 – 2006 г. от непровокирани атаки е 4,3 души.
Изчислено е, че рискът човек да бъде нападнат от акула се равнява на 1 към 11,5 милиона, а рискът да загинете от такова нападение е 1 към 264,1 милиона. Пример за тези цифри е това, че в САЩ ежегодно се удавят по 3306 души, а смъртните случаи от нападение на акула се равняват само на един.
Известни са случаи на непровокирано нападение и от други видове акули. Те обаче са редки и още по-рядко завършват със смърт. Такива са регистрирани от акула мако, чукоглави, галапагоска, сивата рифова, лимонова, копринена и синята акула. Всички тези видове акули са едри и силни хищници. Причина за това те да нападат е възможно просто да се дължи на нещастен случай, при който акулата бърка човек с потенциалната за нея плячка.
Най-голяма вероятност от нападение на акула е при хора, които плуват в близост до повърхността на водата. Не съществуват все още разработени начини за отпъждане на акулите, а хищната риба може да усеща страха на своята жертва. Така тя може да се превърне в още по-опасна в случаите, когато е провокирана от отбранителните действия на своята плячка. Същинската атака не започва веднага. Първоначално акулата изучава човека, плава наоколо, възможно е да изчезне, а след това бързо да се появи.

### Акулите в културата и традициите
В многовековната история на Китай акулите заемат особено място благодарение предимно на деликатеса супа от плавниците на акула. Това ястие е като едно от най-ценените и важни в китайската кухня. То е символ на добро социално положение или се поднася на гости в знак на уважение. Освен това супата се приема като тонизиращо средство. Като допълнение към това в Китай се смята, че плавниците от акула помагат на хората в борбата им с рака, а изсушените плавници се използват и като афродизиак. Според статистиките Хонконг е център на търговията с перки от акула и държи 50 до 80% от световната търговия с тях.
В културата на народите от Полинезия и особено в Хавайските острови към акулите се проявява особено отношение. В полинезийските митове девет богове се асоциират с акули. Те се приемат за стражи на морето и защитници на хавайския народ. В разкази на полинезийци се среща и противоположен образ. Това е човекът акула, който е свиреп и жаден към човешко месо. В други части на Полинезия като например в Тонга, съществува поверие, според което се смята, че акулите са храна изпратени от предците за да поддържат препитанието на населението на островите..
За разлика от съвременната западна култура, която налага образа на суперхищник, полинезийците столетия наред живеят в среда богата на акули. Така дълголетните контакти с тях изграждат уважение към акулите и известно обожествяване.
В японската култура акулите символизират морски чудовища, които прибират душите на грешниците.
На няколко места акулите се срещат и в древногръцката митология.
В Австралия, подобно на Тонга, акулите са приемани от аборигените като част от природните ресурси, които са предназначени за оцеляването на хората. Някои от общините на аборигените обитаващи североизточните части на Северната територия смятат за свой прародител сива акула наречена Mäna.
В популярната култура и особено в западната, акулата е изобразявана като първично същество, което следва инстинкта си да напада и изяжда хора. Акулите изглеждат ужасяващи, дори на фона на изобразяването на аналогичните сухоземни хищници, каквито са лъвове, тигри или мечки. Образът на акулите в попкултурата постепенно е демонизиран благодарение на произведения от различни жанрове на изкуството. Стига се до положението, че дори споменаването на думата акула задължително води до асоциацията за опасност. В някои от касовите кинохитове като „Челюсти“ се стига дотам, че акулите са изобразявани като безмилостни чудовищни суперхищници.

### Акулите като жертва
Смята се, че 100 милиона акули биват убити от хората всяка година. Това се дължи на търговския и „спортния“ риболов. Акулите са често срещани сред морските дарове на много места, включително Япония и Австралия. В австралийския щат Виктория, акулата е най-често използваната за храна риба. В Индия, малки акули или бебета акули се продават на местните пазари. Те се смятат за деликатес в крайбрежния щат Тамил Наду. Исландците остават месото на гренландската акула да ферментира, за производство на хаукадл, което е широко признато като национално ястие.
Акулите често са убивани за супата от перки на акула. Рибарите улавят акулите живи, след което им отрязват перките и захвърлят осакатените и полуживи животни обратно във водата. Отрязването на перките на акула включва премахването им с нагорещено метално острие. В резултат на варварското обезобразяване неподвижната акула скоро умира от задушаване или бива разкъсана от хищници. Перките от акула са се превърнали в основа за търговията в рамките на черните пазари по целия свят. Плавници се продава за около 300 долара на паунд (около 0.45 kg) през 2009 г. Бракониери убиват за перки незаконно милиони акули всяка година. Малко правителства прилагат закони, които ги защитават. През 2010 г. Хавай става първият щат на САЩ забранил притежаването, продажбата, търговията или разпространението на перки на акула.
Супата от перки на акула е символ на социален статус в азиатските страни и се счита за здравословна и пълна с хранителни вещества.
Акулите също така се избиват и за месо. Европейската кухня включва консумацията на различни видове акули, а също и морски лисици и скатове.
Комисията по контрол на храните (FDA) на САЩ посочва акулите като една от четирите риби (заедно с риба меч, кралска скумрия и Malacanthidae), чието високо съдържание на живак е опасно за деца и бременни жени.
Акулите обикновено достигат полова зрялост едва след много години и създават малобройно потомство в сравнение с други видове риба за промишлен улов. Улавянето на акулите, преди те да се възпроизвеждат, влияе силно негативно върху бъдещите популации.
По-голямата част от риболова на акули има слаб мониторинг или управление. Повишеното търсенето на продукти от акула увеличава натиска върху риболова. Регистрирани са значителни спадове в популациите на акули, в които някои видове са изчерпани с над 90% през последните 20 – 30 години, а видове със спад на популациите от 70%, не са необичайни. Много правителства и ООН са признали необходимостта от управление на риболова на акула, но е постигнат малък напредък, поради тяхната ниска икономическа стойност, малките обеми на произведените продукти и лошия образ на акулите в обществото.
Други заплахи пред акулите включват промяна и увреждане на местообитанията, замърсяването и въздействието на риболова върху морското дъно и ловуваните видове.

### Защита на акулите
През 1991 г. Южна Африка става първата страна в света, която обявява големите бели акули за защитен от закона вид.
Възнамерявайки да се забрани практиката „премахване на перките“ на акули в морето, Конгресът на Съединените щати приема „Закон за забрана на премахването на перките на акули“ (на английски: Shark Finning Prohibition Act) 2000 г. През 2008 г. Федералният апелативен съд постановява, че „вратичка“ в закона позволява на нериболовни кораби, закупуването на перки от акула от риболовни плавателни съдове, докато са в открито море. В стремежа си да затвори „вратичката“ Конгресът приема „Закон за опазване на акулите“ (Shark Conservation Act) през декември 2010 г., влязъл в сила през януари 2011 г.
През 2009 г. Червеният списък на застрашените видове на Международния съюз за опазване на природата (IUCN) определя 64 вида, една трета от всички океански видове акули, като застрашени от изчезване поради риболов и практиката премахване на перките на акули.
През 2010 г. Конвенцията за международна търговия със застрашени видове от дивата фауна и флора (CITES) отхвърля предложението на САЩ и Палау, което изисква стриктно да се регулира търговията с няколко вида риба чук, океански дългокрили акули, бодилести акула и други. По-голямата част от представителите, но не и необходимите две трети от делегатите имащи глас, одобряват предложението. Китай, най-големият пазар за акули в света, както и Япония, която се бори с всички сили против разширяването на Конвенцията за морските видове, са начело на опозицията.
През 2010 г. Грийнпийс добавя множество видове към червения списък с морски дарове, общ списък за риба, която често е с произход от неустойчиви области на рибарството. Застъпнически кампании на организацията „Shark Trust“ целят да се ограничи риболова на акула. Застъпническата организация „Seafood Watch“ насочва американските потребители, да не консумират акули.

## Любопитни факти и заблуждения
- Акулите са оцелели на Земята около 400 млн. години.
- Всяка година 100 милиона акули биват убивани от хората.
- Акулите могат да усетят капка кръв на километри разстояние.
- Акулите са способни да оцелеят средно шест седмици без да се хранят. Рекордът наблюдаван в аквариум е петнадесет месеца.

Сред най-известните заблуждения по отношение на акулите спадат следните твърдения:
- Акулата трябва непрекъснато да плува за да може да диша. В действителност много от видовете акули предпочитат да почиват неподвижни като лежат на дъното. Те могат да засмукват вода като така я преточват покрай хрилете си и така успяват да дишат [120].
- Повечето от акулите нападат и убиват хората. Само няколко вида обаче са способни периодично и непровокирано да нападат човека. В голяма част от случаите на нападение над хора става въпрос за заблуждение на акулата, която е възприела човека като плячка, обикновено тюлен [120].
- Акулите плуват с голяма скорост. В действителност скоростта, с която акулите плуват е сравнително малка. Целта за това е акулата да пести голямо количество енергия. Обикновено непосредствено преди атаката акулите развиват значителна скорост с цел да изненадат своята плячка и така да постигнат успех при улова [33].
- Акулите обожават човешката кръв. Акулите не показват предпочитания към кръв от какъвто и да било вид. Точно обратно. Акулите нямат предпочитание към човешкото месо поради факта, че то е сравнително нискокалорично за тях [120][121].
- Акулите са всеядни. Повечето видове предпочитат да изчакат, но да си уловят храна, вместо да ядат всичко [120].
- Акулите не са податливи на ракови заболявания. Това убеждение е съществувало дълго време. То става и причина за унищожаването на огромно количество акули с цел хората да използват части от тялото им като „антираков цяр“. Изследвания обаче на акули отглеждани в плен и такива улавяни в океана показват, че и акулите страдат от туморни заболявания. Повечето от раковите изменения при акулите са наблюдавани в среда, която е замърсена основно от човешката дейност [120].